# Didon (ópera)
Didon (título original en francés; en español, Dido) es una ópera (tragédie en musique) en un prólogo y cinco actos con música de Henri Desmarets y libreto de Louise-Geneviève Gillot de Saintonge. La ópera fue influida intensamente por la Armide de Jean-Baptiste Lully y la música tanto de Marc-Antoine Charpentier como Henri Dumont. Se estrenó con éxito en la Académie Royale de Musique en el Théâtre du Palais-Royal de París el 5 de junio de 1693. 

## Historia de las representaciones
Después de estrenarse en París el 5 de junio de 1693, la obra se repuso el siguiente 11 de septiembre en presencia de Luis, el Gran Delfín, y repuesta de nuevo en la escena parisina en 1704 y 1705.
El 10 de julio de 1999 se produjo la primera reposición moderna de la ópera en el Festival de Beaune por Les Talens Lyriques con el director y clavecinista Christophe Rousset. Presentaron la ópera posteriormente ese año en el Arsenal de Metz y la Ópera real de Versalles. La representación de Versalles el 9 de octubre de 1999 fue retransmitida en vivo por France Musique, y más tarde se lanzó un CD de la grabación en vivo. El estreno alemán de la ópera se produjo en el Teatro de la Ópera de Kiel en 2007.

## Personajes
| Personaje               | Tesitura       | Reparto del estreno, 5 de junio de 1693 |
| ----------------------- | -------------- | --------------------------------------- |
| Didon, reina de Cartago | soprano        | Marie Le Rochois                        |
| Énée                    | haute-contre   | Louis Gaulard Dumesny                   |
| Iarbe, rey de Getulia   | bajo           | Jean Dun                                |
| Anne                    | soprano        | Fanchon Moreau                          |
| Barcé                   | soprano        | Françoise Dujardin                      |
| Mago                    | soprano        | Julie d'Aubigny                         |
| Placer                  | haute-contre   | Jean Boutelou                           |
| Gloria                  | soprano        |                                         |
| Fama                    | soprano        | Marie-Catherine Poussin                 |
| Júpiter                 | bajo           | Labbé                                   |
| Mercure                 | haute-contre   | Claude Desvoyes                         |
| Marte                   | bajo           | Charles Hardouin                        |
| Vénus                   | soprano        | Françoise Dujardin                      |
| Criado de Sychée        | bajo           |                                         |
| Arcas                   | haute-contre   | Poussin                                 |
| Acate                   | bajo           | Moreau                                  |
| Furie                   | soprano        |                                         |
| Tres ninfas             | sopranos       |                                         |
| Dos dríades             | sopranos       |                                         |
| Dos cartagineses        | hautes-contres |                                         |
| Un fauno                | bajo           |                                         |

## Sinopsis
Aunque comprometida con Iarbe, Didon se prepara para casarse con Énée. Humillado y temeroso del próximo matrimonio, Iarbe se pone en contacto con su padre, el dios Júpiter. Júpiter le promete venganza y Énée se ve obligado a marchar a la conquista de Italia. Didon y Énée lamentan tener que separarse. Cartago cae bajo la presión del dios Mercurio. Didon pierde toda esperanza, enloquece y se suicida.